# Liste von Bauwerken italienischer Architekten in Alexandria
Diese Liste italienischer Architektur in Alexandria umfasst ein Werkverzeichnis italienischer Architekten in der ägyptischen Hafenstadt Alexandria im 19. Jahrhundert. Der zu jener Zeit regierende Muhammad Ali Pasha und später dessen Söhne holten diese Baumeister zur Verschönerung der Stadt.

## Beschreibung

### Lorenzo Masi
- Binnenkanal im Stadtzentrum von Alexandria zwischen Nil und Alexandrias Hafen

### Francesco Mancini
- Stadtbauplan
- europäisches Viertel
- Quartier Franc um den Place d’Armes[1]
- Börse[2]
- Tozziza Palace[3]

### Pietro Avoscani(1816–1891)
- Palace of Gabbar, 1846–48
- Raʾs-at-Tīn-Palast, 1847
- Palaces of Abbasiyya and Hilmiyya, 1849
- Palaces of Gazira and Chubra, 1860–61
- Opernhaus, 1869[4]
- Internationaler Markt von Minia al-Bassal/Börse von Minet el Bassal, 1871
- Zizinia Theatre/Théâtre Zizinia, 1863[5]

### Alfonso Maniscalco
- Place d’Armes (später Place des Consuls bzw. Place Mohamed Ali bzw. Place Manshieh und Tahrir-Platz)
- Salah Salem Street/Boulevard Cherif Pacha, 1883–88
- Nabi Daniel Street, 1886–87[6]
- Haqqānīya-Palast (Justizpalast)

Place des Consuls
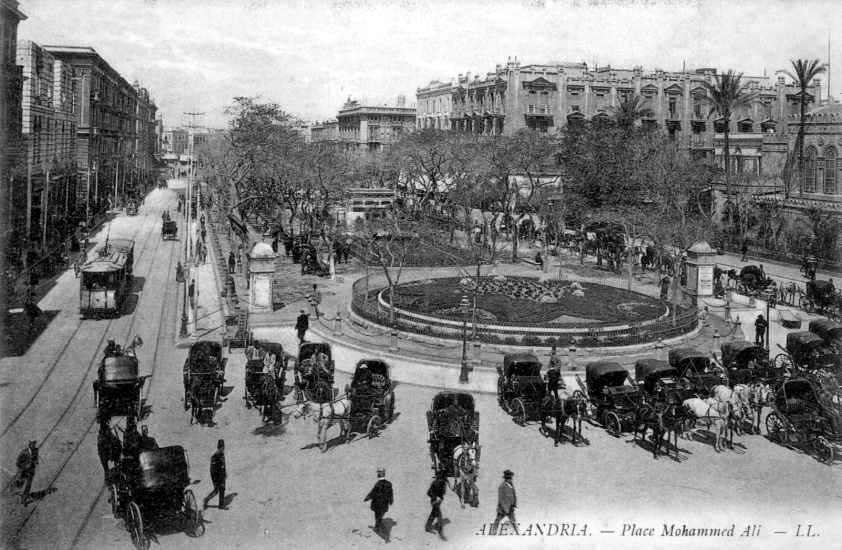
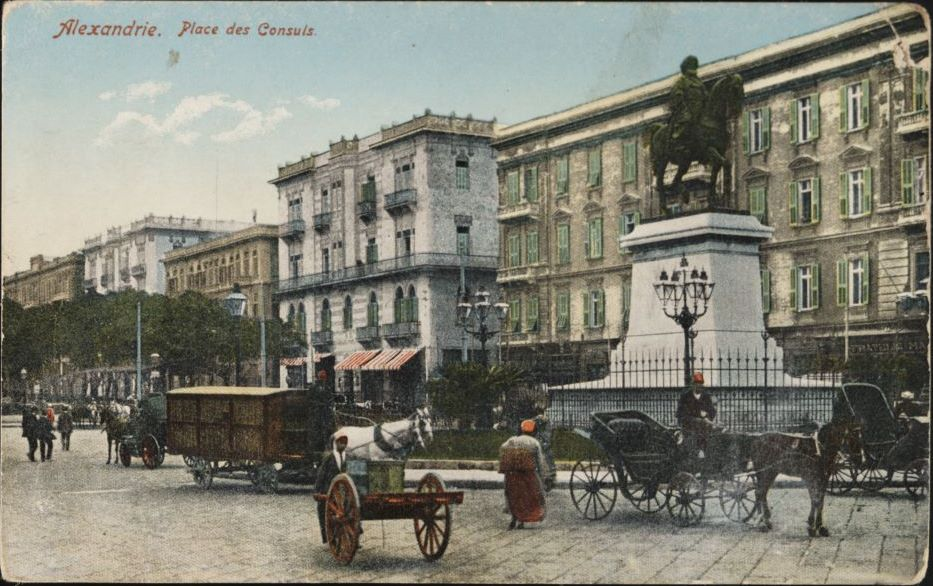
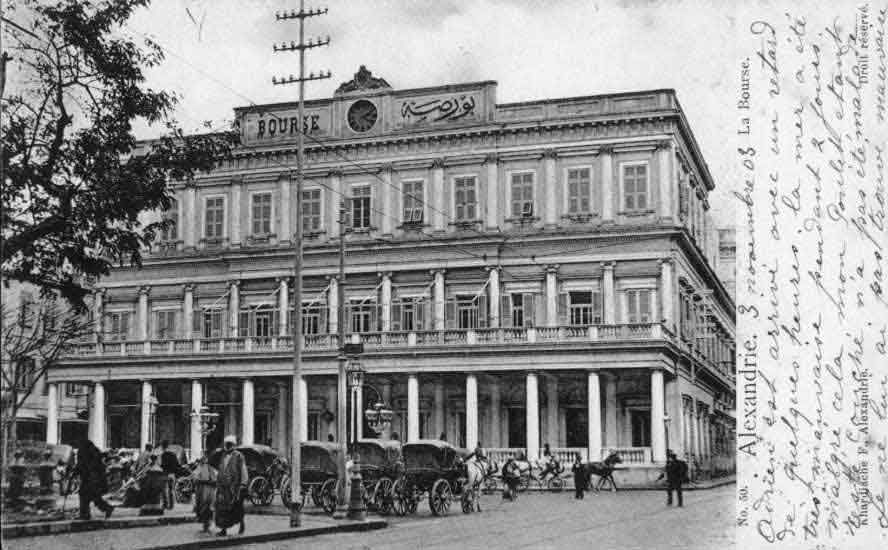
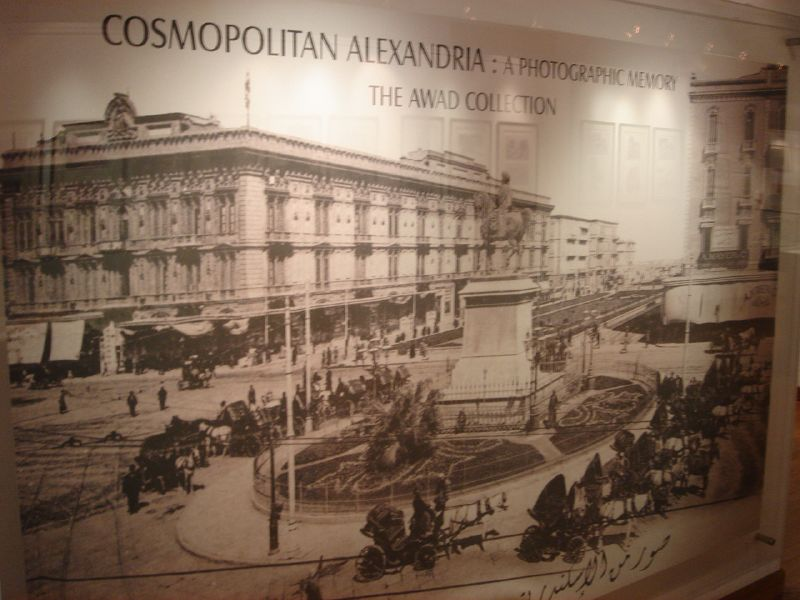

Salah Salem Street/Boulevard Cherif Pacha, 1883–88 (Alfonso Maniscalco)
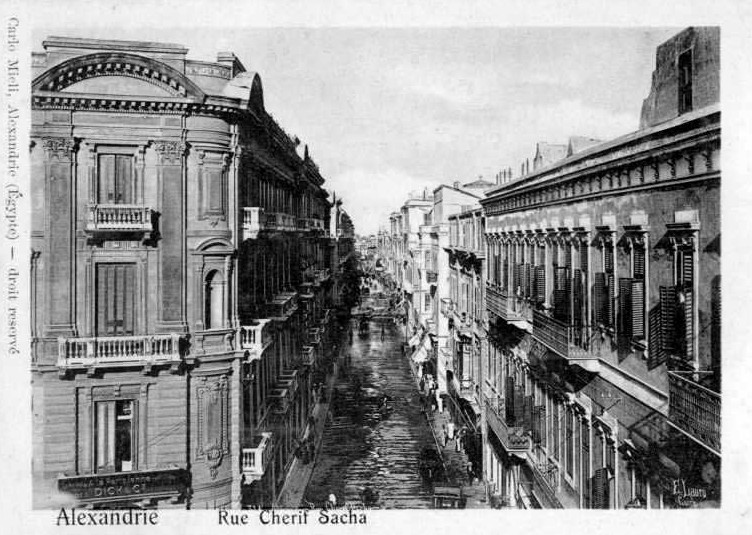
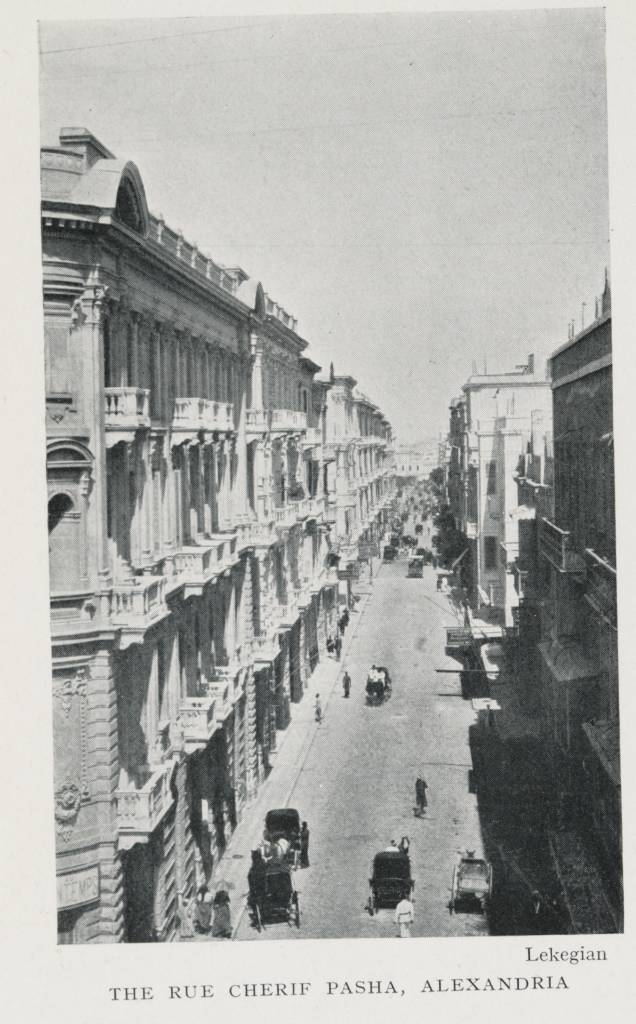
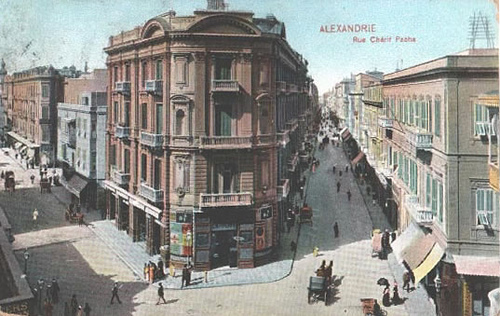
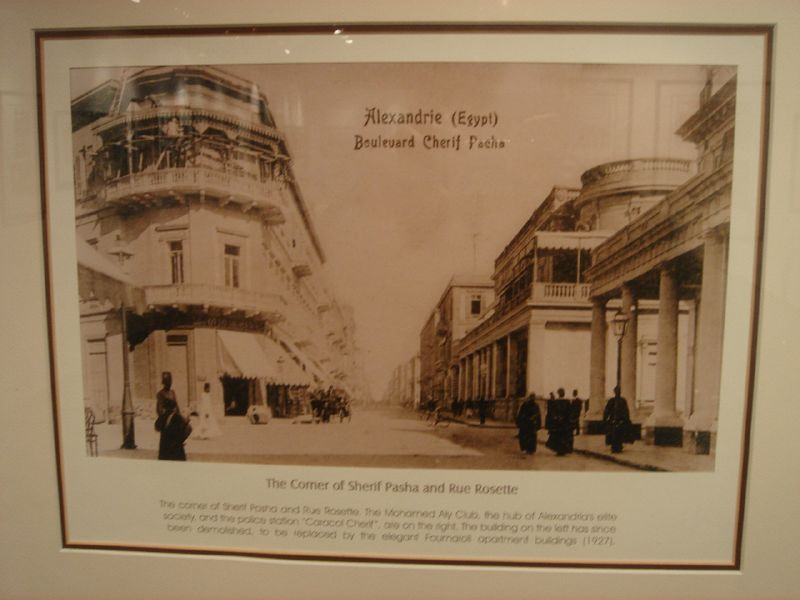

Champs-Élysées (Alexandrine)
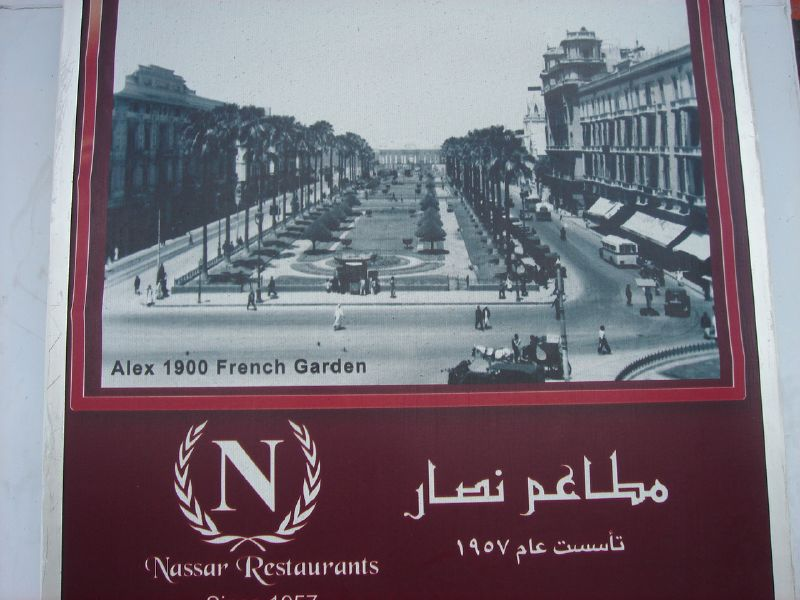

### Ernesto Verrucci(1874–1945)
- Montaza Palace, 1923–28[7]

### Eugenio Valzania(1880–1930)
- Abu-l-Abbas-al-Mursi-Moschee, 1929–45[8]

### Mario Rossi(1897–1961)
- Abu-l-Abbas-al-Mursi-Moschee, 1929–45[9]
- El Sayed Mohamed Korayem Moschee, 1951
- Qaid Ibrahim Mosque, 1949–50[10]

### Luigi Piattoli
- Okelle Monferrato, 1887, Vorbild Galleria Vittorio Emanuele II, Mailand

### Aldo Marelli
- Villa Bindernagel
- Filippo Pini

### Antonio Lasciac(1856–1946)
- Gebäude für die Gebrüder Karam an der Rue de la Gare de Ramleh, Alexandria.
- Gebäude Primi an der Place des Consuls, Alexandria.
- Gebäude für die jüdische Gemeinde an der Rue Nabi Daniel, Alexandria.
- Bahnhof Ramleh, 1887, Alexandria.[11]
- Einkaufsgalerie Okalle Menasce, 1883–87, Alexandria.[12]
- Palazzina Aghion, 1887, Alexandria.
- Villa mazloum Pasha, 1898–1899, Alexandria.

### Giacomo Alessandro Loria(1879–1937)
- S. Salem Apartmentgebäude am Bahnhof Ramleh
- M. Douak Apartmentgebäude am Bahnhof Ramleh
- EI Nokaly Apartemtgebäude am Bahnhof Ramleh, 1926–28
- Cecil Hotel[13]

### R. Smith
- M. Saleh Building
- Heikal Apartmentgebäude
- Villa Awad and Albani

### E. Carnevale
- Fumaroli Building, Rue Sherif
- Fumaroli Building, Avenue Fouad I., 1929[14]

### Luigi Storari
- Kathedrale Evangelismos, Tahrir-Platz, 1856.

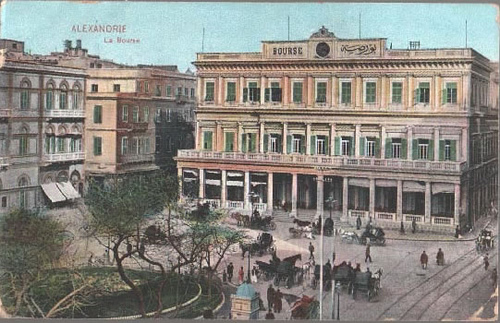
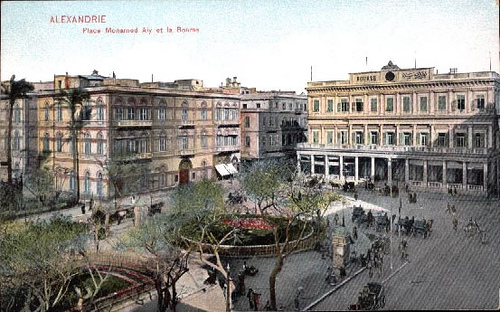
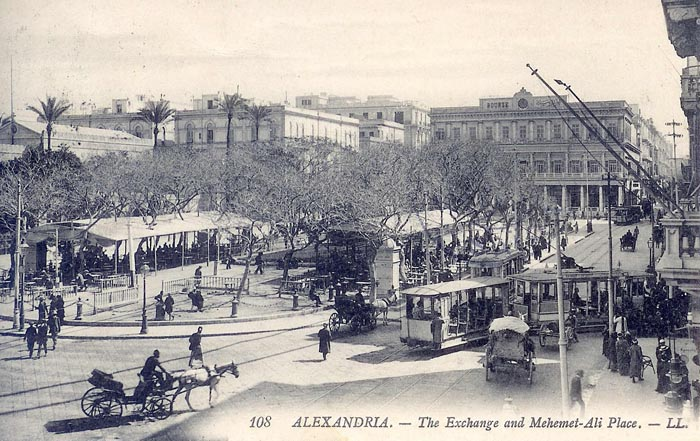
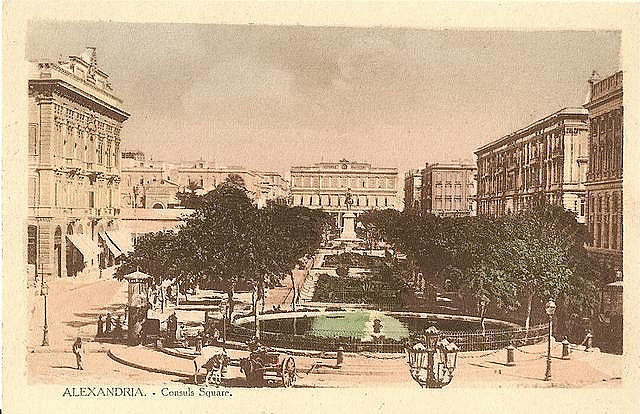
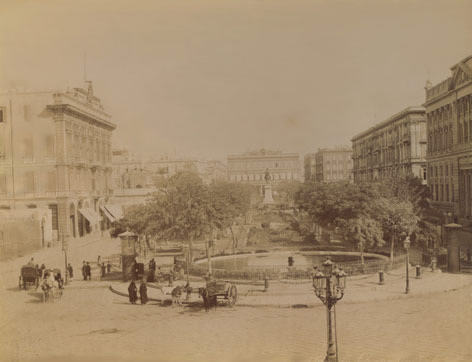
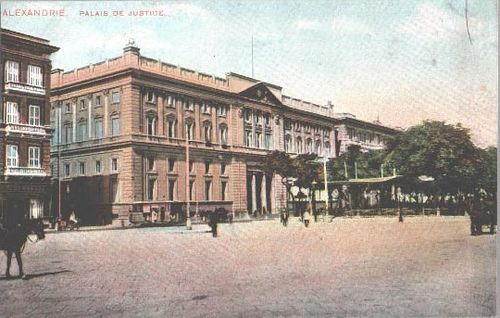